# Teatro Diego Fabbri
Il Teatro Diego Fabbri di Forlì, ad oggi il teatro più importante della città romagnola, ha aperto i battenti nel settembre del 2000, inaugurato da un concerto dell'orchestra Filarmonica della Scala di Milano diretta dal Maestro Riccardo Muti.

## Storia
Nel 1944 la torre civica, minata dai tedeschi in ritirata, rovinò sul Teatro Comunale, allora situato presso l'attuale Piazzetta della Misura, distruggendolo completamente. Da allora a tutt'oggi la città non dispone di un teatro all'italiana.
Gli spettacoli di maggior rilievo furono dunque allestiti presso il cinema Astra, in corso Diaz, che poi cambiò nome in "Teatro Astra" e infine, dopo il restauro del 2000, in "Teatro Diego Fabbri", in onore del grande drammaturgo forlivese.
Oggi il Teatro è gestito dal Comune e dispone di 710 posti (550 in platea e 160 in galleria), un foyer con 100 posti e due sale prova.